# Louis Joseph Alexis de Noailles
Louis Joseph Alexis, comte de Noailles, est un homme politique français né le 1er juin 1783 à Paris et mort le 14 mai 1835 à Paris.

## Biographie
Fils de Louis Marie Antoine de Noailles et d'Anne Jeanne Dominique de Noailles, Alexis de Noailles ne connaîtra que très peu ses parents. Député aux Etats-généraux, puis à la Constituante, son père émigre en 1792, mais passe au service de Bonaparte en 1800 et meurt lors de l'expédition de Saint-Domingue, tandis que sa mère est guillotinée en 1794. Élevé par sa tante, la duchesse de Duras, il manifeste sous l'Empire une opposition constante à Bonaparte, ce qui conduit ce dernier à le faire emprisonner en 1809, pendant 7 mois. Libéré l'année suivante, il s'exile en Suisse, puis à Vienne et enfin en Suède où il est bien accueilli par Bernadotte.   
Il contribue à fonder les Chevaliers de la Foi. Il rejoint en 1812 la cour en exil de Louis XVIII, et participe comme aide de camp de Bernadotte, aux campagnes de 1813 contre les armées napoléoniennes. Aide de camp du Comte d'Artois en 1814, il participe au  congrès de Vienne auprès de Talleyrand. 
En août 1815, il est élu député à la fois dans l'Oise et dans le Rhône. Il siège alors dans les rangs des ultras et manifeste une grande activité à la Chambre. Il est ensuite élu président du conseil général de la Corrèze, puis député de ce département à partir de 1824 et réélu jusqu'en 1831, année où il est battu, après s'être rallié au régime de Louis-Philippe. Après une ultime tentative en 1834, où il est à nouveau battu, il se retire de la vie publique. Pendant toute sa carrière parlementaire, il soutient la majorité royaliste.  
Il fait reconstruire l'église de son bourg de Noailles et y fonde des écoles. Il favorise l'implantation d'industries en Corrèze et l'exploitation minière.

## Mariage et descendance
Le comte de Noailles épouse à Paris le 5 décembre 1816, Cécile de Boisgelin (1797-1836), unique enfant de Bruno Gabriel de Boisgelin, pair de France,  et de Cécile d'Harcourt-Beuvron. Dont :
- Alfred, comte de Noailles (1825-1895), marié en 1852 avec Marie Pauline Françoise de Beaumont du Repaire (1833-1915), dont postérité ;
- Marie Cécile Adrienne de Noailles (1828-1855), mariée en 1849 avec Aimard Marie Gabriel Raymond, marquis de Nicolaÿ (1818-1893), dont postérité.

## Pour approfondir

### Sources
- « Noailles (Alexis-Louis-Joseph, comte de) », dans Adolphe Robert et Gaston Cougny, Dictionnaire des parlementaires français, Edgar Bourloton, 1889-1891 [détail de l’édition] [texte sur Sycomore]
- Marie-Nicolas Bouillet  et Alexis Chassang (dir.), « Alexis, comte de Noailles » dans Dictionnaire universel d’histoire et de géographie, 1878 (lire sur Wikisource)
- Georges Martin, Histoire et généalogie de la Maison de Noailles, 1993, p. 176-181.

### Pages connexes
- Maison de Noailles
- Famille de Boisgelin